# Mingorrubio
Mingorrubio is een plaats in de gemeente Madrid, de hoofdstad van Spanje, onderdeel van het district Fuencarral-El Pardo, in het natuurgebied Monte de El Pardo. De plaats is vernoemd naar een rivierbedding die op het terrein lag waar deze plaats in de jaren '60 van de 20e eeuw gebouwd is. Mingorrubio is aangelegd voor de huisvesting van militairen die deel uit maakten van de persoonlijke lijfwacht van dictator Francisco Franco, die in het nabijgelegen paleis van El Pardo woonde. Anno 2019 wonen er nog steeds nazaten van deze lijfwacht in de plaats. 
Sinds 24 oktober 2019 liggen de resten van Franco op de begraafplaats van Mingorrubio, nadat deze uit de Vallei van de Gevallenen werden verwijderd. Op deze begraafplaats liggen verder ook nog andere belangrijke personen van tijdens de franquistische dictatuur, zoals Carmen Polo, Franco's vrouw, Luis Carrero Blanco en Carlos Arias Navarro. 